# وستلند وسکس
وستلند وسکس(به انگلیسی: Westland Wessex) یک بالگرد با موتور توربینی ساخت بریتانیایی است که از توسعه نمونه آمریکایی، یعنی سیکورسکی اچ-۳۴ ساخته شده‌است. این بالگرد به صورت تحت لیسانس توسط وستلند ایرکرفت (بعدها وستلند هلیکوپترز) توسعه داده و تولید شد. یکی از تغییرات اصلی این بالگرد نسبت به سیکورسکی اچ-۳۴، جایگزینی موتور پیستونی با موتور توربوشفت بود. مدل‌های اولیه از یک موتور گازل ناپیر استفاده می‌کردند، در حالی که تولیدات بعدی از یک جفت موتور د هاویلند گنوم استفاده می‌کردند.
وسکس در ابتدا برای نیروی دریایی سلطنتی (RN) و بعداً برای نیروی هوایی سلطنتی (RAF) تولید شد. تعداد محدودی نیز برای کاربرد غیرنظامی تولید شد و همچنین چند فروند برای صادرات تولید شد. وسکس به عنوان یک بالگرد جنگی ضد زیردریایی و چندمنظوره عمل می‌کرد. شاید بهترین استفاده شناخته شده از آن به عنوان بالگرد جستجو و نجات (SAR) باشد. این نسخه در سال ۱۹۶۱ وارد خدمت عملیاتی شد و قبل از بازنشستگی در بریتانیا بیش از ۴۰ سال عمر کرد.

## مشخصات فنی (وسکس HC.2)
داده‌ها از Westland Aircraft since 1915
ویژگی‌های عمومی
- خدمه: ۲ خلبان (نوع غیرنظامی وسکس ۶۰ به صورت تک خلبان در نظر گرفته شد[2[۲])
- ظرفیت: ۱۶ نیرو یا ۸ برانکارد
- طول: ۶۵ فوت ۱۰ اینچ (۲۰٫۰۷ متر)
- ارتفاع: ۱۵ فوت ۱۰ اینچ (۴٫۸۳ متر)
- وزن خالی: ۸٬۳۴۰ پوند (۳٬۷۸۳ کیلوگرم)
- وزن ناخالص: ۱۳٬۵۰۰ پوند (۶٬۱۲۳ کیلوگرم)
- پیشرانه: ۲ عدد موتورتوربوشفت رولز-رویس گنوم H.1200 Mk.110/111, ۱٬۳۵۰ اسب بخار کوتاه (۱٬۰۱۰ کیلووات)  در هر موتور (محدود تا ۱٬۵۵۰ اسب بخار کوتاه (۱٬۱۶۰ کیلووات) کلی[۳])
- قطر روتور اصلی:  ۵۶ فوت ۰ اینچ (۱۷٫۰۷ متر)
- مساحت روتور اصلی: ۲٬۴۶۳ فوت مربع (۲۲۸٫۸ متر مربع)

عملکرد
- حداکثر سرعت: ۱۳۲ مایل بر ساعت (۲۱۲ کیلومتر بر ساعت، ۱۱۵ گره)
- سرعت کروز: ۱۲۲ مایل بر ساعت (۱۹۶ کیلومتر بر ساعت، ۱۰۶ گره)
- بُرد: ۳۱۰ مایل (۵۰۰ کیلومتر، ۲۷۰ مایل دریایی) با سوخت استاندارد
- حداکثر ارتفاع: ۱۲٬۰۰۰ فوت (۳٬۷۰۰ متر)
- نرخ صعود: ۱٬۶۵۰ فوت بر دقیقه (۸٫۴ متر بر ثانیه)

## همچنین ببینید
توسعه های مرتبط
- سیکورسکی اچ-۳۴
- سیکورسکی اچ-۱۹ چیکساو
- وستلند ولویند (بالگرد)

هواگردهای با عملکرد، پیکربندی یا دوره زمانی مشابه
- میل می-۴

### کتابشناسی - فهرست کتب
- Allen, Patrick. Wessex. Airlife, 1988. شابک ‎۱−۸۵۳۱۰−۰۵۰−۱.
- Ashworth, Chris. Encyclopedia of Modern Royal Air Force Squadrons. Wellingborough, UK: Patrick Stephens Limited, 1989. شابک ‎۱−۸۵۲۶۰−۰۱۳−۶.
- Benson, Harry (2012). Scram. London: Arrow Books. ISBN 978-0-09956-882-7.
- Burden, Rodney A. et al. Falklands: The Air War. British Aviation Research Group, 1986. شابک ‎۰−۹۰۶۳۳۹−۰۵−۷.
- Crawford, Stephen. Twenty First Century Military Helicopters: Today's Fighting Gunships. Zenith Imprint, 2003. شابک ‎۰−۷۶۰۳۱−۵۰۴−۳.
- Dunstan, Simon. Vietnam Choppers: Helicopters in Battle 1950–1975. Osprey Publishing, 2003. شابک ‎۱−۸۴۱۷۶−۷۹۶−۴.
- Fowler, Will. Britain's Secret War: The Indonesian Confrontation 1962 – 66. Osprey Publishing, 2006. شابک ‎۱−۸۴۶۰۳−۰۴۸-X.
- Grey, Jeffrey. A Military History of Australia. Cambridge University Press, 2008. شابک ‎۰−۵۲۱۶۹−۷۹۱−۳.
- Harrison, Neil. "World's Biggest VTOL Carrier". Flight International, 1 May 1969, pp.  725–727.
- Halley, James J. The Squadrons of the Royal Air Force. Tonbridge, Kent, UK: Air Britain (Historians) Ltd, 1980. شابک ‎۰−۸۵۱۳۰−۰۸۳−۹.
- Halley, James Royal Air Force aircraft XA100 to XZ999 Tonbridge, Kent, UK: Air Britain (Historians) Ltd, 2001. شابک ‎۹۷۸−۰−۸۵۱۳۰−۳۱۱−۶ date=February 2018|bot=InternetArchiveBot|fix-attempted=yes}} Royal Air Force Historical Society, 18 October 2000.
- James, Derek N. Westland Aircraft since 1915. London: Putnam, 1991. شابک ‎۰−۸۵۱۷۷−۸۴۷-X.
- McGowen, Stanley S. Helicopters: An Illustrated History of their Impact. Santa Barbara, California: ABC-CLIO, 2005. شابک ‎۱−۸۵۱۰۹−۴۶۸−۷.
- Motum, John. The Putnam Aeronautical Review. Naval Institute Press, 1991. شابک ‎۱−۵۵۷۵۰−۶۷۶−۰.
- Ovcacik, Michal and Susa, Karel. Westland Wessex: Rotary Wings Line, 1st edition 1998, 4+ Publications, Prague Czech Republic, (in English) شابک ‎۸۰−۹۰۲۵۵۹−۰−۶.
- Piggot, Peter. Royal Transport: An Inside Look at The History of British Royal Travel. Dundurn, 2005. شابک ‎۱−۵۵۴۸۸−۲۸۵−۰.
- Plamondon, Aaron. The Politics of Procurement: Military Acquisitions in Canada and the Sea King Helicopter. UBC Press, 2010. شابک ‎۰−۷۷۴۸۵−۹۱۰−۵.
- Ripley, Tim. 16 Air Assault Brigade: The History of Britain's Rapid Reaction Force. Casemate Publishers, 2008. شابک ‎۱−۸۴۴۱۵−۷۴۳−۱.
- Robertson, Bruce. British Military Aircraft serials 1878–1987. Leicester, England:Midland Counties Publications, 1987. شابک ‎۰ ۹۰۴۵۹۷ ۶۱ X
- Sturtivant, R; Ballance, T (1994). The Squadrons of The Fleet Air Arm. تن‌بریج،  Kent, UK: Air-Britain (Historians) Ltd. ISBN 0-85130-223-8.
- Taylor, John W. R. (editor). Jane's All The World's Aircraft 1965–66. London:Sampson Low, Marston, 1965.
- Thetford, Owen. British Naval Aircraft since 1912. London: Putnam, 1978. شابک ‎۰−۳۷۰−۳۰۰۲۱−۱.